# مانیتورینگ حقوق بشر ایران
مانیتورینگ حقوق بشر ایران یا اچ.آر. ام، نام ارگان خبری مجموعه فعالین مانیتورینگ ایران خبر، یک وب‌سایت حقوق بشری است که در سال ۱۳۹۵ آغاز به فعالیت کرده‌است.

## فعالیت‌ها
این رسانه در سال ۱۳۹۵ برابر با ۲۰۱۶ به منظور جلب توجه جامعه بین‌المللی به نقض حقوق بشر در ایران فعالیت خود را آغاز نمود و به صورت روزانه اخبار نقض حقوق بشر را منتشر می‌کند.
فعالیت‌های این سایت به دو زبان انگلیسی و فارسی است. گروه مانیتورینگ حقوق بشر ایران، همچنین سرخط مهم‌ترین اخبار نقض حقوق بشر را به صورت گزارش‌های ماهانه تهیه و در این سایت منتشر می‌کند. ارائه گزارش‌های موضوعی بر اساس اصلی‌ترین موارد نقض حقوق بشر و حقوق پایه ای، از دیگر فعالیت‌های این رسانه است.